# Gerrit de Jong
Gerrit de Jong is voormalig lid van de Algemene Rekenkamer. Hij ging op 1 december 2012 met pensioen. Hij was enige tijd lid van de Tweede Kamer namens het CDA.

## Algemene Rekenkamer
Gerrit de Jong was 10 jaar lang lid van de Algemene Rekenkamer. Hij presenteerde namens dit Hoog College van Staat diverse rapporten.

## Politieke loopbaan
In 1989 werd hij verkozen in de Tweede Kamer voor het CDA. Hij was daar voornamelijk woordvoerder financiën en sociale zaken voor de fractie.
Van 1991 tot 1994 was hij daar voorzitter van de bijzondere commissie voor onderzoek van de vraagpunten rond adviesorganen en begin 1994 lid van de subcommissie die zich bezighield met onderzoek naar de besluitvorming rond volksgezondheid. Van 1994 tot 1997 was hij voorzitter van de vaste commissie voor Sociale Zaken en Werkgelegenheid. In 1998 stond De Jong als 32e geplaatst op de CDA-kandidatenlijst voor de Tweede Kamer, en werd hij niet gekozen.
Na zijn gedwongen vertrek uit de landelijke politiek ging De Jong aan de slag als zelfstandig consultant, en in 2000 werd hij interim-directeur van Christelijk Voortgezet Onderwijs, een positie die in 2001 een vaste status kreeg. Sinds mei 2002 is hij daar teruggetreden en lid van de Algemene Rekenkamer.

## Voor de politiek
Na het voltooien van het gymnasium-b aan het Gereformeerd Gymnasium in Leeuwarden in 1962 ging De Jong economie studeren aan de Vrije Universiteit Amsterdam van 1962 tot 1969. Toen hij zijn studie had afgerond kon hij aan de slag als wetenschappelijk medewerker bij de Raad voor het Midden- en Kleinbedrijf, met een onderbreking voor de vervulling van zijn dienstplicht. In 1975 ging hij aan de slag bij het Instituut voor Onderzoek van Overheidsuitgaven, waar hij in 1977 tevens plaatsvervangend directeur werd.
In 1981 werd hij wetenschappelijk hoofdmedewerker bij de Sociaal-Economische Raad en in 1983 promoveerde hij tot secretaris en plaatsvervangend algemeen secretaris. Naast zijn actieve loopbaan is De Jong lid geweest van diverse besturen, redacties en adviesraden, waaronder het bestuur van de Nederlandse Vereniging van Rekenkamers (huidig) en de Raad van Toezicht van Kraamzorg Nederland.